# Hans Krabbe-Carisius
Hans Krabbe-Carisius, född 16 april 1771, död 23 juli 1845, var en dansk diplomat.
Krabbe-Carisius var 1814-31 danskt sändebud i Stockholm, 1831-41 utrikesminister. Han avslöt 1819 konventionen om Norges andel i den dansk-norska monarkins statsskuld, 1826 ett handelstraktat med Sverige-Norge. Krabbe-Carisius var en duglig diplomat, som efter hand befäste sin ursprungligen ytterst vanskliga position i Stockholm. Hans ministertid var händelselös. Politiskt var Krabbe-Carisius anhängare av enväldet och helstaten.